# Say Goodbye (Chris Brown)
Say Goodbye is een nummer van de Amerikaanse zanger Chris Brown. Het nummer werd uitgebracht op 8 augustus 2006 door het platenlabel Jive. Het nummer behaalde de 10e positie in de UK Singles Chart.